# Jean-Georges II d'Anhalt-Dessau
Pour les articles homonymes, voir Jean-Georges II.
Jean-Georges II (17 novembre 1627, Dessau – 7 août 1693, Berlin) est prince d'Anhalt-Dessau de 1660 à sa mort. Il est le fils du prince Jean-Casimir et d'Agnès de Hesse-Cassel.
Jean-Georges II sert dans l'armée prussienne de l'électeur Frédéric-Guillaume Ier, où il reçoit le rang de feld-maréchal.

## Descendance
Le 9 septembre 1659, Jean-Georges II épouse à Groningue Henriette-Catherine d'Orange-Nassau (1637-1708), fille du prince Frédéric-Henri d'Orange-Nassau. Ils ont dix enfants :
- Amélie-Ludovique (1660-1660) ;
- Henriette-Amélie (1662-1662) ;
- Frédéric-Casimir (1663-1665) ;
- Élisabeth-Albertine d'Anhalt-Dessau (1665-1706), épouse en 1686 le comte Henri de Saxe-Weissenfels-Barby ;
- Henriette-Amélie d'Anhalt-Dessau (1666-1726), épouse en 1683 le prince Henri-Casimir II de Nassau-Dietz ;
- Louise-Sophie (1667-1678) ;
- Marie-Éléonore d'Anhalt-Dessau (1671-1756), épouse en 1687 le prince Georges Joseph Radziwiłł ;
- Henriette-Agnès (1674-1729) ;
- Léopold (1676-1747), prince d'Anhalt-Dessau ;
- Jeanne-Charlotte d'Anhalt-Dessau (1682-1750), épouse en 1699 le margrave Philippe-Guillaume de Brandebourg-Schwedt.